# The Mail Man
The Mail Man är det andra studioalbumet av rapparen E-40. Albumet släpptes 28 september 1993.

## Låtlista
1. Neva Broke
2. Bring the Yellow Tape
3. Practice Lookin' Hard
4. Ballin' Out of Control
5. Where the Party At (feat. Mossie)
6. Captain Save a Hoe (feat. The Click)
7. Mailman
8. Captain Save a Hoe (Remix) (feat. The Click)